# كرة (تنس)

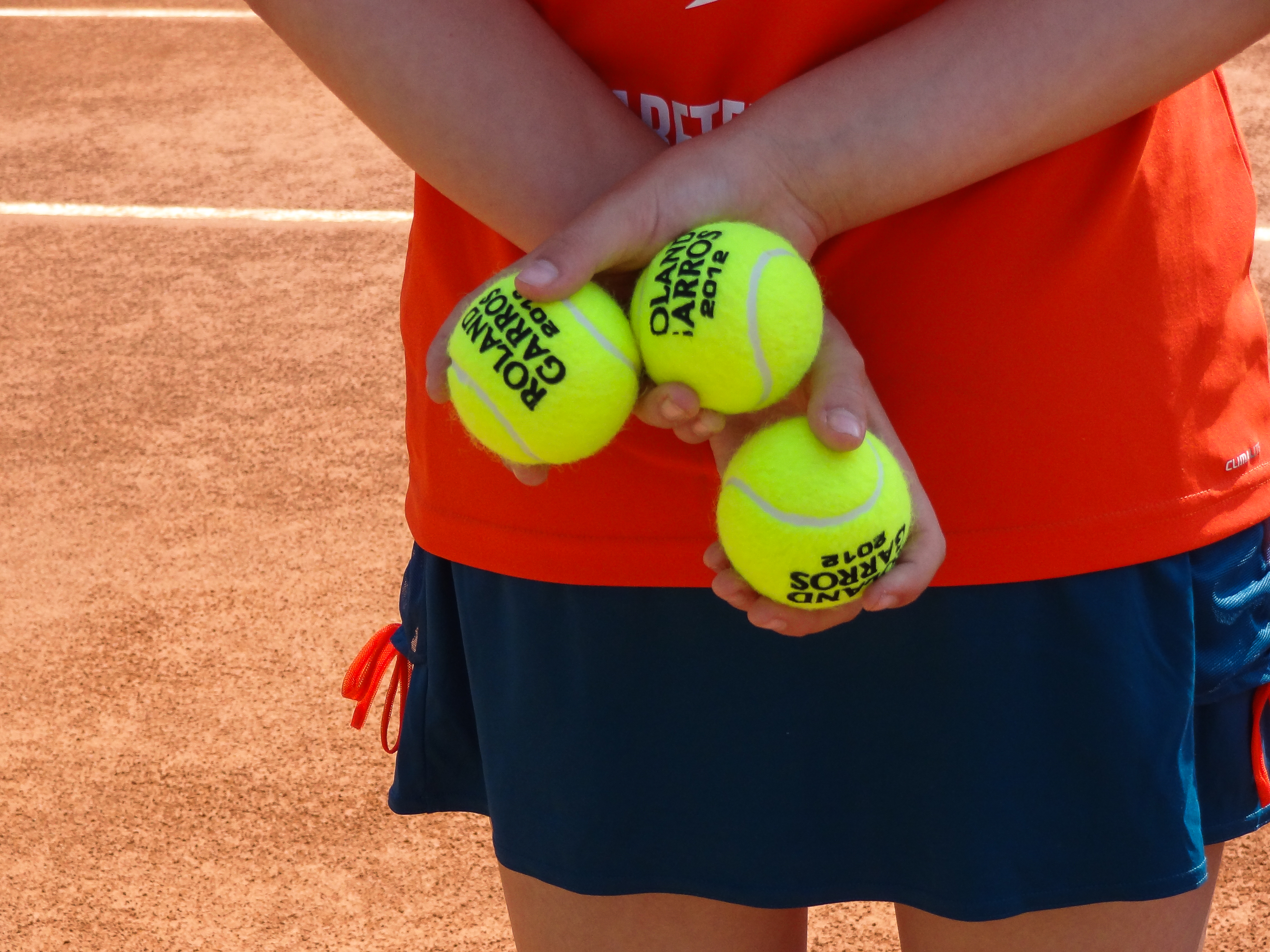
كرات التنس في بطولة فرنسا المفتوحة 2012

كرة التنس هي كرة مصممة لممارسة رياضة التنس. كرات التنس لونها صفراء مُتفتحة في الأحداث الرياضية الكبرى، ولكن في اللعب الترفيهي يمكن أن يكون أي لون تقريبًا. وتغطي كرات التنس بواسطة لباد ليفي الذي يعدل من مرور الكرات في الهواء.

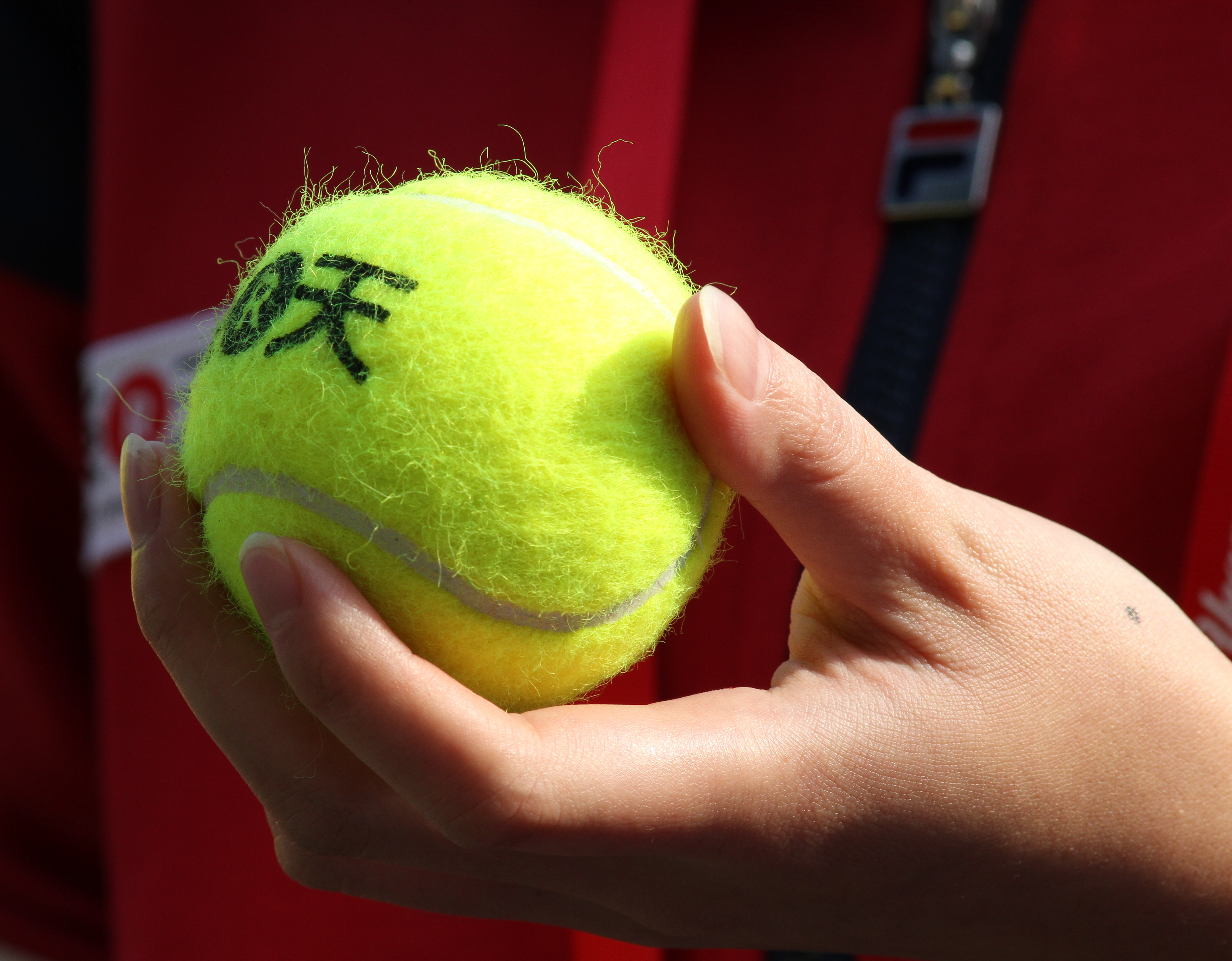
كرة التنس في بطولة راكوتين اليابان المفتوحة للتنس 2011

يجب أن تتوافق كرات التنس الحديثة مع معايير معينة للحجم والوزن ومعايير الارتداد ليتم اعتمادها للعب التنظيم. يحدد الاتحاد الدولي للتنس (ITF) القطر الرسمي على أنه ما بين 6.54–6.86 سنتيمتر (2.57–2.70 بوصة). يجب أن تحتوي الكرات على كتل ما بين 56.0–59.4 غرام (1.98–2.10 أونصة). الأصفر والأبيض هما اللونان الوحيدان المعتمدان من قبل الاتحاد، ومعظم الكرات المنتجة هي صفراء فاتحة (مشعة) المعروف باسم «الأصفر البصري»، الذي تم تقديمه لأول مرة في عام 1972 بعد البحث الذي أظهر أنها أكثر وضوحًا على شاشة التلفزيون.
تمتلئ كرات التنس بالهواء وتظهر على السطح بواسطة مركب مطاطي مغطى باللباد. يؤخر فصل التدفق في الطبقة الحدودية مما يقلل من السحب الديناميكي الهوائي ويمنح الكرة خصائص طيران أفضل. غالبًا ما تحتوي الكرات على رقم بالإضافة إلى اسم العلامة التجارية. وهذا يساعد على تمييز مجموعة من الكرات عن مجموعة أخرى من نفس العلامة التجارية في ملعب مجاور.
تبدأ كرات التنس في فقدان ارتدادها بمجرد فتح كرة التنس. تُبقي كرات التنس الحديثة تحت الضغط حتى تستخدم في البداية، تتمتع الكرات المخصصة للاستخدام على ارتفاعات عالية بضغط أولي أقل، ويتم تصنيع الكرات التدريبية غير المكلفة بدون ضغط داخلي. يتم اختبار الكرة للارتداد عن طريق إسقاطها من ارتفاع 254 سنتيمتر (100 بوصة) على الخرسانة؛ ويكون ارتدادها بين 135 و 147 سنتيمتر (53 و 58 بوصة) وذلك مقبول - إذا تم ذلك عند مستوى سطح البحر و20 °م (68 °ف) مع رطوبة نسبية 60٪؛ تتميز الكرات عالية الارتفاع بخصائص مختلفة عند اختبارها على مستوى سطح البحر.